# Estany de Serra-Saguer
L'Estany de Serra-Seguer és un petit estany d'unes 3,7 Ha, al terme municipal de Sant Climent Sescebes, relativament proper als Estanys dels Torlits i a altres estanys del massís de l'Albera.
És sobre un petit promontori, anomenat Serra-seguer, a partir del qual se li ha donat nom (no s'ha identificat cap topònim específic de l'estany, al mapa topogràfic de l'ICC).
Es tracta d'un estany parcialment dessecat per l'obertura de rases de drenatge, que s'inunda temporalment, tal com posa de manifest l'existència de zones amb herbassars humits, mulladius i restes algals sobre les pedres o el sòl, d'una coloració característica. Està envoltat per una closa o paret de pedra seca i solcat per rases de drenatge, amb els quals es regulava, ja des d'antic, la hidrologia de l'estany.
Pel que fa a la vegetació, destaca la presència de diversos freixes de fulla petita i oms, així com l'existència de jonqueres mediterrànies. Al seu entorn hi ha zones destinades a un ús agrícola (oliveres, etc.), vinyes abandonades i zones boscoses. Entre les vinyes de l'entorn immediat hi comencen a créixer alguns freixes.
Pel que fa als hàbitats d'interès comunitari, es pot identificar la presència de l'hàbitat prioritari 3170* "Basses i tolls
temporers mediterranis".
Malgrat que no es disposa de referències sobre la fauna, molt probablement l'espai és interessant per a les poblacions d'amfibis de la zona, com a punt de reproducció, així com per a les aus, que hi troben un punt de repòs en èpoques migratòries.